# Серкинью, Марсиу
Марси́у Серки́нью (порт. Marcio Cerquinho; род. 16 июня 1980, Манаус) — бразильский кёрлингист.
В составе смешанной парной сборной Бразилии участник чемпионатов мира. Чемпион Бразилии по кёрлингу среди смешанных пар.

## Достижения
- Чемпионат Бразилии по кёрлингу среди смешанных пар: золото (2016, 2017).

## Команды
| Сезон                                               | Четвёртый          | Третий                                   | Второй          | Первый           | Запасной                                       | Турниры                          |
| --------------------------------------------------- | ------------------ | ---------------------------------------- | --------------- | ---------------- | ---------------------------------------------- | -------------------------------- |
| 2016–17                                             | Marcelo Mello      | Марсиу Серкинью                          | Scott McMullan  | Filipe Nunes     | Sérgio Mitsuo Vilela тренер: Robbie Gallaugher | [ 1 ]                            |
| 2017–18                                             | Marcelo Mello      | Scott McMullan                           | Марсиу Серкинью | Filipe Nunes     | Sérgio Mitsuo Vilela                           | [ 2 ]                            |
| Кёрлинг среди смешанных команд (mixed curling)      |                    |                                          |                 |                  |                                                |                                  |
| 2016—17                                             | Raphael Monticello | Alessandra Barros                        | Марсиу Серкинью | Лусиана Баррелла |                                                | ЧМСК 2016 (33 место)             |
| Кёрлинг среди смешанных пар (mixed doubles curling) |                    |                                          |                 |                  |                                                |                                  |
| 2016–17                                             | Марсиу Серкинью    | Анна Сибуя                               |                 |                  | тренер: Karen Watson                           | ЧБСП 2016 · ЧМСП 2017 (28 место) |
| 2017–18                                             | Марсиу Серкинью    | Aline Lima (ЧБСП) Aline Goncalves (ЧМСП) |                 |                  | тренер: Wade Scoffin (ЧМСП)                    | ЧБСП 2017 · ЧМСП 2018 (17 место) |
| 2018–19                                             | Марсиу Серкинью    | Лусиана Баррелла                         |                 |                  | тренер: Wade Scoffin (ЧМСП)                    | ЧМСП 2019 (26 место)             |

(скипы выделены полужирным шрифтом)

## Частная жизнь
Работает программистом. Также работает айс-мейкером (англ. ice maker, специалистом по подготовке льда для кёрлинга) в кёрлинг-клубе Vancouver Curling Club (Ванкувер).
Проживает в канадском Ванкувере.
Женат, у них одна дочь Летисия (порт. Leticia).